# Потсдамский астрофизический институт
Потсдамский астрофизический институт (нем. Astrophysikalisches Institut Potsdam, сокр. AIP) — научно-исследовательское учреждение, основанное как обсерватория в 1874 году в Бабельсберге, Потсдам, Германия. Является преемником Берлинской обсерватории и Потсдамской астрофизической обсерватории. Обсерватория была первой в мире астрофизической. Астрофизический институт был основан в 1992 году после воссоединения Германии. Число сотрудников составляет около 140 человек. AIP финансируется из частных фондов. На территории института расположены башня Эйнштейна и большой телескоп-рефрактор.

## Хронология
- 1874 — основание Потсдамской астрофизической обсерватории (АОП)
- 1876—1879 — строительство главного здания АОП на Телеграфенберг в Потсдаме
- 1881 — первый эксперимент Майкельсона в Потсдаме
- 1886 — открытие en:canal rays Евгений Гольдштейн
- 1888 — открытие движения полюсов Земли — Karl Friedrich Küstner[нем.]
- 1888 — первое фотографическое определение радиальной скорости Герман Карл Фогель
- 1896 — эксперименты, чтобы найти солнечное радиоизлучение — en:Johannes Wilsing и en:Julius Scheiner
- 1899 — окончание постройки Великого рефрактора в Потсдаме
- 1911—1913 — строительство обсерватории в Бабельсберге
- 1913 — перевод Берлинской обсерватории в Бабельсберг
- 1913 — введение фотоэлектрической фотометрии Гутник, Пауль в Бабельсберге
- 1915 — завершение переноса Большого рефрактора в Бабельсберг
- 1921—1924 — строительство Башни Эйнштейна на Телеграфенберг
- 1924 — Завершение строительства 1,22 м телескопа в Бабельсберге
- 1931 — Ассоциация Зоннебергской и Бабельсбергской обсерватории
- 1 января 1947 — Приобретение АОП и Бабельсбергской обсерватории Немецкой академии наук
- 1954 — начало радионаблюдений в Tremsdorf
- 1960 — завершение 2-м телескопа в Tautenburg
- 1969 — основание Центрального института астрофизики
- 1 января 1992 — создание AIP; назначен Карл-Хайнц Радлер научным руководителем

## Руководители обсерватории и института
- 1874—1882 гг — совет директоров: Вильгельм Фёрстер, Густав Кирхгоф и Артур Ауверс.
- 1882—1907 — Фогель, Герман Карл
- 1909—1916 — Шварцшильд, Карл
- 1921—1939 — Людендорф, Фридрих Вильгельм Ганс
- 1939—1950 — Hans Kienle[нем.]
- 1 января 1992 г — 1998 г — научный руководитель Karl-Heinz Rädler[нем.]
- 1998—2001 — Günther Hasinger[нем.]
- 2001—2004 — Klaus G. Strassmeier
- с 2004 года — Matthias Steinmetz[нем.]

Директора Берлинской обсерватории:
- 1904—1920 — Струве, Герман Оттович
- 1920 — ??? — Гутник, Пауль

## История обсерватории

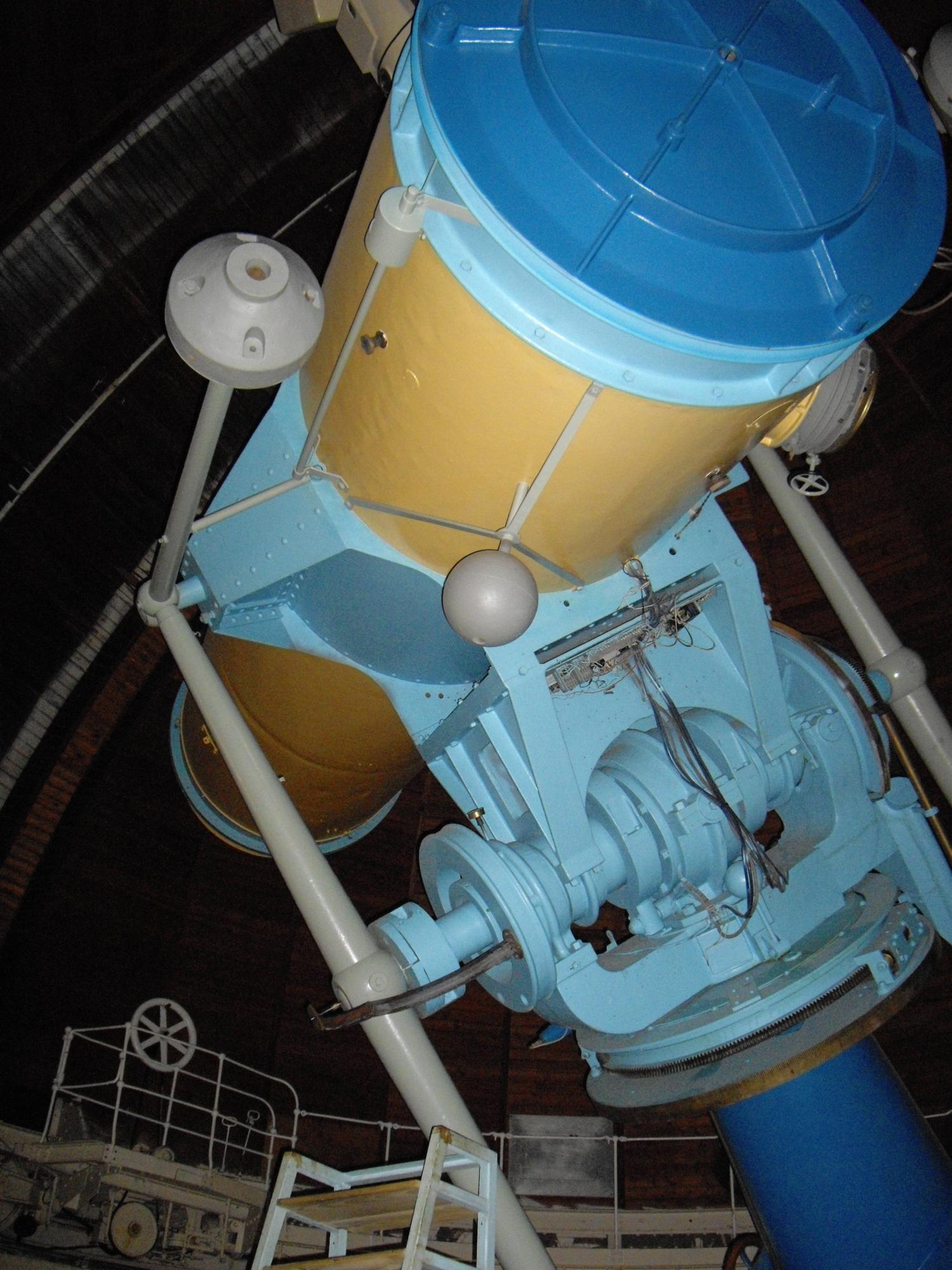
Трофейный 122 см рефлектор Карл Цейс в Крымской обсерватории

Вильгельм Юлиус Ферстер (en:Wilhelm Julius Foerster) будучи директором Берлинской обсерватории подготовил почву для создания Потсдамской обсерватории. На месте будущей обсерватории с 1832 по 1848 года была расположена военная телеграфная станция. 1 июля 1874 года была основана Потсдамская астрофизическая обсерватория. Ещё до начала строительства обсерватории, которое началось осенью 1876 года, начались наблюдения Солнца под руководством Густава Шпёрера. Строительство главного здания завершилось осенью 1879 года. В 1899 году был установлен «Великий рефрактор» — сдвоенный инструмент 50 и 80-см рефрактор, который является 4-м телескопом-рефрактором в мире по размеру.
В 1911—1913 годах был произведен переезд Берлинской обсерватории в Бабельсберг.
Доказательство существования гравитационного красного смещения спектральных линий Солнца — эффект предсказанный в общей теории относительности — было целью создания башенного солнечного телескопа, который был построен с 1921 по 1924 года по инициативе Эрвина Финлей-Фрейндлиха. Сейчас эта солнечная обсерватория называется «Башня Эйнштейна».
С началом нацистского режима в Германии качество работы обсерватории значительно снизилось, а с началом Второй мировой войны практически полностью прекратилось.
После ВОВ 122-см телескоп был вывезен в СССР и сейчас установлен в КРАО. В январе 1947 г. Немецкая Академия наук приняла Потсдамскую астрофизическую обсерваторию и Бабельсбергскую обсерваторию под своё управление, но астрономические научные работы до начала 1950-х годов так и не начались. В 1992 году образован Потсдамский астрофизический институт. Сейчас в главном здании Потсдамской обсерватории расположен Потсдамский институт изучения изменения климата.

## Инструменты обсерватории
- Великий рефрактор — двойной рефрактор: (D=80 см, F=12,14м) и (D=50-см, F=12,59м) рефракторы, 1899 года.
- 65-см рефрактор Цейсс — первый крупный астрономический инструмент от фирмы Цейсс, 1915 год.
- 122-см рефлектор, 1924 год, в 1945 году перевезен в СССР, сейчас в КРАО
- Солнечная радиоастрономическая обсерватория (OSRA), 1954 год
- Башня Эйнштейна — башенная солнечная обсерватория
- Zeiss 70 см зеркальный телескоп (D = 0.7 м, F = 10.5 м), 1958 год.
- Zeiss 50 см зеркальный телескоп (D = 0.52 м, F = ??? м), 1952 год.
- Меридианный инструмент

## Структура института
Институт разделен на 2 отдела:
- Космических магнитных полей, солнечной и звездной активности (I-й отдел):

- Магнитогидродинамика
- Солнечная физика
- Солнечная оптическая астрономия
- Солнечная радиоастрономия
- Звездная физика

- Внегалактической астрофизики и космологии (II-й отдел)

- Галактики
- Звездообразование
- Звезды и формирования планет
- Инструменты
- Космология

Институт расположен в трех разных местах:
- Бабельсбергская обсерватория, построенная в 1913 году, являющаяся преемником старой Берлинской обсерватории, основанной в 1700 году. Главное здание института — это главное здание Бабельсбергской обсерватории.
- Потсдамская астрофизическая обсерватория, основанная в 1874 году на Телеграфенберг. Включает в себя Башню Эйнштейна и Великий Рефрактор.
- Солнечная радиоастрономическая обсерватория, основанная в 1954 году в Tremsdorf около Потсдама.

## Направления исследований
- Магнитные поля на различных масштабах, в том числе и во Внегалактической астрономии
- Физика Солнца
- Звездная физика
- Звездная и галактическая эволюция
- Звездообразование
- Квазары
- Космология
- Спектроскопия
- Автоматические телескопы
- Астрометрия

## Основные достижения
- Обнаружение спектральных двойных звезд (1880-е года)
- В 1881 году Альберт А. Майкельсон впервые использовал свой интерферометр для экспериментов в подвале главного здания Потсдамской обсерватории, которые опровергнули движение Земли через гипотетический эфир
- Предложен фотоэлектрический метод фотометрии в 1913 году
- Институт является одним и партнеров в создании Большого бинокулярного телескопа в Аризоне
- Автоматические телескопы на Тенерифе и в Антарктике
- Разработка приборов для VLT (MUSE)
- Sloan Digital Sky Survey
- RAVE
- LOFAR
- Немецкая астрофизическая виртуальная обсерватория (GAVO)
- GREGOR — 1.5 метровая солнечная обсерватория на Тенерифе
- Pepsi — спектрограф высокого разрешения для LBT
- STELLA — роботы-телескопы, 2 шт по 1.2 метра
- RoboTel — (D=0.8 м, F=6.4м) робот-телескоп.